# Bythotiara drygalskii
Bythotiara drygalskii is een hydroïdpoliep uit de familie Bythotiaridae. De poliep komt uit het geslacht Bythotiara. Bythotiara drygalskii werd in 1912 voor het eerst wetenschappelijk beschreven door Vanhöffen. 